# Podospora bicolor
Podospora bicolor är en svampart som beskrevs av Cailleux 1969. Podospora bicolor ingår i släktet Podospora och familjen Lasiosphaeriaceae.   Inga underarter finns listade i Catalogue of Life.